# Delano Gouda
Delano Gouda (24 januari 2002) is een Nederlands voetballer die als aanvaller voor SV Spakenburg speelt.

## Carrière
Delano Gouda speelde in de jeugd van Excelsior. Hij debuteerde in het eerste elftal van Excelsior op 23 januari 2021, een dag voor zijn negentiende verjaardag, in de met 1-3 gewonnen uitwedstrijd tegen TOP Oss. Hij kwam in de 90e minuut in het veld voor Reuven Niemeijer en kreeg in de 90+5e minuut zijn eerste gele kaart. In het seizoen 2022/23 kwam hij uit voor Jong Sparta en een seizoen later vertrok hij naar SVV Scheveningen. Hier wist hij in de eerste seizoenshelft gemakkelijk het doel te vinden waardoor hij op de radar kwam van het Duitse SG Barockstadt Fulda-Lehnerz. Hier speelde hij slechts zes wedstrijden en na een half jaar keerde hij terug naar Nederland om voor SV Spakenburg te spelen. 

### Statistieken
| Seizoen                   | Club              | Land           | Competitie         | Competitie | Competitie | Beker | Beker | Totaal | Totaal |
| Seizoen                   | Club              | Land           | Competitie         | Wed.       | Dlp.       | Wed.  | Dlp.  | Wed.   | Dlp.   |
| ------------------------- | ----------------- | -------------- | ------------------ | ---------- | ---------- | ----- | ----- | ------ | ------ |
| 2020/21                   | Excelsior         | Nederland      | Eerste divisie     | 1          | 0          | 0     | 0     | 1      | 0      |
| 2021/22                   | Excelsior         | Nederland      | Eerste divisie     | 3          | 0          | 0     | 0     | 3      | 0      |
| 2022/23                   | Jong Sparta       | Nederland      | Tweede divisie     | 2          | 0          | –     | –     | 2      | 0      |
| 2023/24                   | SVV Scheveningen  | Nederland      | Tweede divisie     | 17         | 7          | 2     | 1     | 19     | 8      |
| 2023/24                   | SG Barockstadt    | Duitsland      | Regionalliga Südw. | 5          | 0          | 1     | 0     | 6      | 0      |
| 2023/24                   | SG Barockstadt II | Duitsland      | VL Hessen-Nord     | 1          | 0          | –     | –     | 1      | 0      |
| 2024/25                   | SV Spakenburg     | Nederland      | Tweede divisie     | 27         | 4          | 1     | 0     | 28     | 4      |
| Carrièretotaal            | Carrièretotaal    | Carrièretotaal | Carrièretotaal     | 56         | 11         | 4     | 1     | 60     | 12     |
| Bijgewerkt op 29 mei 2025 |                   |                |                    |            |            |       |       |        |        |